# Chunta Aragonesista
Chunta Aragonesista (CHA; «Unión Aragonesista» traducido al aragonés), coloquialmente conocido como Chunta, es un partido político español cuyo ámbito de actuación es la comunidad autónoma de Aragón. Se define como aragonesista y socialdemócrata. Su presidente es Joaquín Palacín Eltoro desde febrero de 2020 y la secretaria general es Isabel Lasobras. CHA fue fundada en 1986 tras la unión de diversas asociaciones culturales, sociales, pacifistas y nacionalistas aragonesas para crear un nuevo partido político.

## Ideología
Se consideran influidos por las experiencias del movimiento socialista, de los movimientos por la emancipación social y nacional, y de las corrientes ecopacifistas, feministas y humanistas. Se ha significado en contra de cualquier trasvase de agua desde el río Ebro a otras cuencas.
La Chunta ha concurrido en varias elecciones al Parlamento Europeo en coalición con otros partidos nacionalistas periféricos de izquierdas. Preconiza el reconocimiento como lenguas oficiales del aragonés y del catalán en el territorio aragonés donde se hable esta última.

## Organización
La Asambleya Nazional (Asamblea Nacional) es el órgano supremo de representación y decisión de CHA. Establece sus líneas políticas, sus programas y principios, elige a los miembros de la Maya de Pleitos, a los del Comité Nacional y al presidente de CHA. Tiene además la potestad de modificar los estatutos y el reglamento de la organización. Está compuesta por delegados (al menos uno por cada organización comarcal) y se reúne cada tres años.
El presidente es elegido por la Asambleya Nazional de entre sus integrantes, mediante sufragio directo, secreto y libre. Otros cargos ejecutivos de CHA son la secretaría general y, en su caso, la vicesecretaría o vicesecretarías generales. El presidente designa, de entre los miembros del Consello Nazional, al secretario general. También puede designar a uno o varios vicesecretarios generales.
El Comité Nazional (Comité Nacional) es el órgano decisorio de CHA entre asambleas nacionales; asume la dirección, gobierno, administración y coordinación del partido. Establece la estrategia política siguiendo las líneas de la Asambleya Nazional y aprueba el presupuesto y las listas electorales. Se reúne, al menos, cinco veces al año. Forman parte de él ochenta personas elegidas por la asamblea en lista abierta, el presidente del partido y los presidentes de los Ligallos de Redolada (agrupaciones comarcales), de los Ligallos d'Emigración (agrupaciones de emigración, actualmente sólo tres: Madrid, Cataluña y Valencia).
La Maya de Pleitos es una especie de tribunal supremo de interpretación de los estatutos. La componen siete personas. Sus funciones son la interpretación de los estatutos y el reglamento de organización, resolver sobre las objeciones a las solicitudes de afiliación a CHA y otras funciones de mediación, conciliación y arbitraje.
El Consello Nazional (Consejo Nacional) es el órgano ejecutivo supremo entre comités nacionales que dirige la actividad el partido. Son facultades suyas la ejecución de los acuerdos tomados por los demás órganos nacionales, la coordinación de los comarcales, la elaboración del presupuesto y la autorización de gastos. Está formado por el presidente de CHA y veinte consejeros electos por y entre los miembros del Comité Nacional. Se reúne al menos una vez al mes y sus decisiones tienen carácter vinculante.
Por último cada comarca se organiza en un Ligallo de Redolada o agrupación comarcal, que funcionando en plenario se denomina Asambleya de Redolada (Asamblea Comarcal) y cuyo órgano de toma de decisiones es el Consello de Redolada (Consejo Comarcal). En el caso de Zaragoza, dada la cantidad de afiliados se ha creado un Comité de Redolada (Comité Comarcal) como órgano intermedio, a imagen de la organización nacional del partido. Los órganos comarcales eligen al presidente comarcal, establecen la línea de actuación política que se seguirá en la comarca y elaboran las listas de candidatos de las elecciones municipales.
Los afiliados en un mismo municipio se organizan a través de agrupaciones locales (ligallos de lugar), que generalmente se estructuran en un plenario denominado Asambleya de Lugar (Asamblea Local). En el caso de Zaragoza, existe un órgano rector de esta asamblea. Además, también existen en la ciudad de Zaragoza asambleas de distrito (asambleyas de bico), que canalizan la participación en un mismo distrito municipal y apoyan la labor de los vocales en las juntas de distrito.

## Historia

### Nacimiento y primeros pasos (1986-1989)
Tras la efervescencia de la izquierda en Aragón en torno al referéndum sobre la OTAN y tras el arranque de las instituciones autonómicas, el 29 de junio de 1986 un centenar de personas, vinculadas a diversas asociaciones culturales, sociales, pacifistas y nacionalistas, reunidas en asamblea constituyente, decidieron fundar un nuevo partido político, nacionalista aragonés y de izquierdas: inicialmente, Unión Aragonesista-Chunta Aragonesista (UA-CHA). El 20 y 21 de diciembre celebró en Zaragoza su I Asamblea Nacional (congreso), bajo el lema trilingüe Porque ya era hora. Porque ya caleba. Perquè ja calia. Fue elegido su primer presidente, Eduardo Vicente de Vera, ocupando Chesús Bernal la Secretaría General.

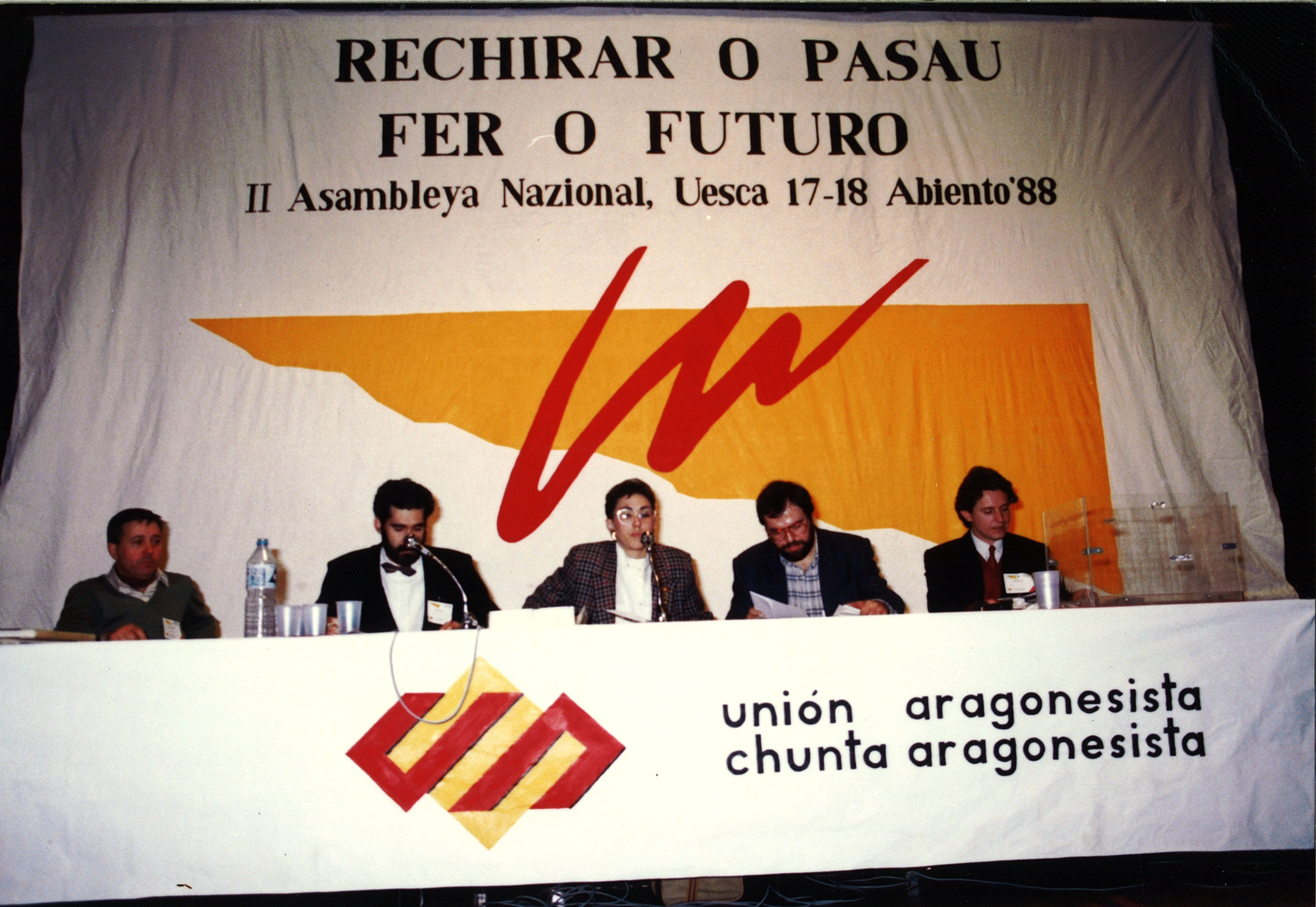
Celebración de la II "Asambleya Nazional" (Asamblea Nacional) de la Unión Aragonesista en Huesca, 1988.

A los pocos meses, el 10 de junio de 1987, el nuevo partido se enfrentó a su primer proceso electoral, una convocatoria triple a Cortes de Aragón, municipales y al Parlamento Europeo. CHA concurrió con el lema Siembra el futuro y con su presidente como principal candidato, obteniendo unos resultados testimoniales (6154 votos, apenas el 1 %), aunque consiguiendo sus dos primeros concejales en el municipio de Artieda. Para el Parlamento Europeo, formó parte de la coalición Izquierda de los Pueblos, junto a Euskadiko Ezkerra y otros partidos nacionalistas de izquierda, que no logra obtener escaño.
Azucena Lozano asumió la presidencia del partido en su II Asamblea Nacional, celebrada en Huesca el 17 y 18 de diciembre de 1988, bajo el lema bilingüe Recuperar el pasado, construir el futuro. Rechirar o pasau, fer o futuro. En su equipo continuaba Chesús Bernal como secretario general y se incorporaba Bizén Fuster como vicepresidente.
Al año siguiente (1989), tuvieron lugar unas nuevas elecciones al Parlamento Europeo, en las que Juan María Bandrés, cabeza de lista de Izquierda de los Pueblos, de la que CHA forma parte, logra ser elegido eurodiputado, con el lema Europa eres tú). En las elecciones generales CHA mejora sus resultados (con Lozano como cabeza de lista con el lema Más cerca).
En esta etapa de crecimiento, el partido decidió adoptar como única denominación el nombre de Chunta Aragonesista y las siglas CHA, lo que trajo consigo el cambio de logotipo (que sería creado por Jesús Lapuente). Esa decisión fue uno de los acuerdos más destacados de la I Conferencia Nacional (órgano consultivo de CHA), que, para tratar sobre ideología y estrategia, se reunió el 6 de mayo de 1990.

### Consolidación (1990-1998)
Con el lema "Con aires nuevos" el 26 de mayo de 1991 CHA logró sus primeras alcaldías (Artieda y Castillazuelo), entrando por vez primera en ayuntamientos de mayor tamaño, como Teruel, Jaca, Barbastro, Tarazona y La Almunia de Doña Godina, entre otros. La candidatura que encabezaba Chesús Bernal se quedó de nuevo fuera de las Cortes de Aragón, quedando como sexta candidatura más votada en todas las circunscripciones.
El 4 y 5 de enero de 1992, Teruel albergó la III Asamblea Nacional de CHA, bajo el lema ¡Vamos adelante!, en la que la dirección del partido revalidó su mandato, tanto Azucena Lozano como Bizén Fuster y Chesús Bernal. Fueron años de movilizaciones por la reforma del estatuto para conseguir mayores cotas de autogobierno (el 23 de abril en Zaragoza en 1992 y 1993 y el 15 de noviembre de 1992 en Madrid ante el Congreso de los Diputados), en las que CHA participa activamente, a pesar de no tener representación parlamentaria, al formar parte de la Mesa de Partidos convocante de las manifestaciones. Por su parte, el 29 de enero de 1993, CHA realizó el primer "cruce del Ebro", atravesando el río a pie en el centro de Zaragoza, como expresión reivindicativa frente al proyecto de trasvase del Ebro que defendía entonces el ministro socialista Josep Borrell. En ese contexto reivindicativo, CHA duplicó sus modestos resultados en las elecciones generales del 6 de junio, con el lema Dale marCHA al País y Chesús Yuste como cabeza de lista por Zaragoza.
La IV Asamblea Nacional, celebrada en la capital aragonesa los días 13, 14 y 15 de enero de 1995, bajo el lema Aragón crece con nosotros, supuso la elección de Bizén Fuster como presidente, que completó su equipo con Chesús Bernal en la secretaría general y Chesús Yuste en la vicesecretaría general. Pocos meses después, en las elecciones a Cortes de Aragón y municipales del 28 de mayo, CHA obtuvo representación en las principales instituciones aragonesas, con dos diputados en las Cortes de Aragón (Bernal y Yuste), estrenando representación en los principales ayuntamientos (Zaragoza, Huesca...) y sumando una tercera alcaldía (Biscarrués).

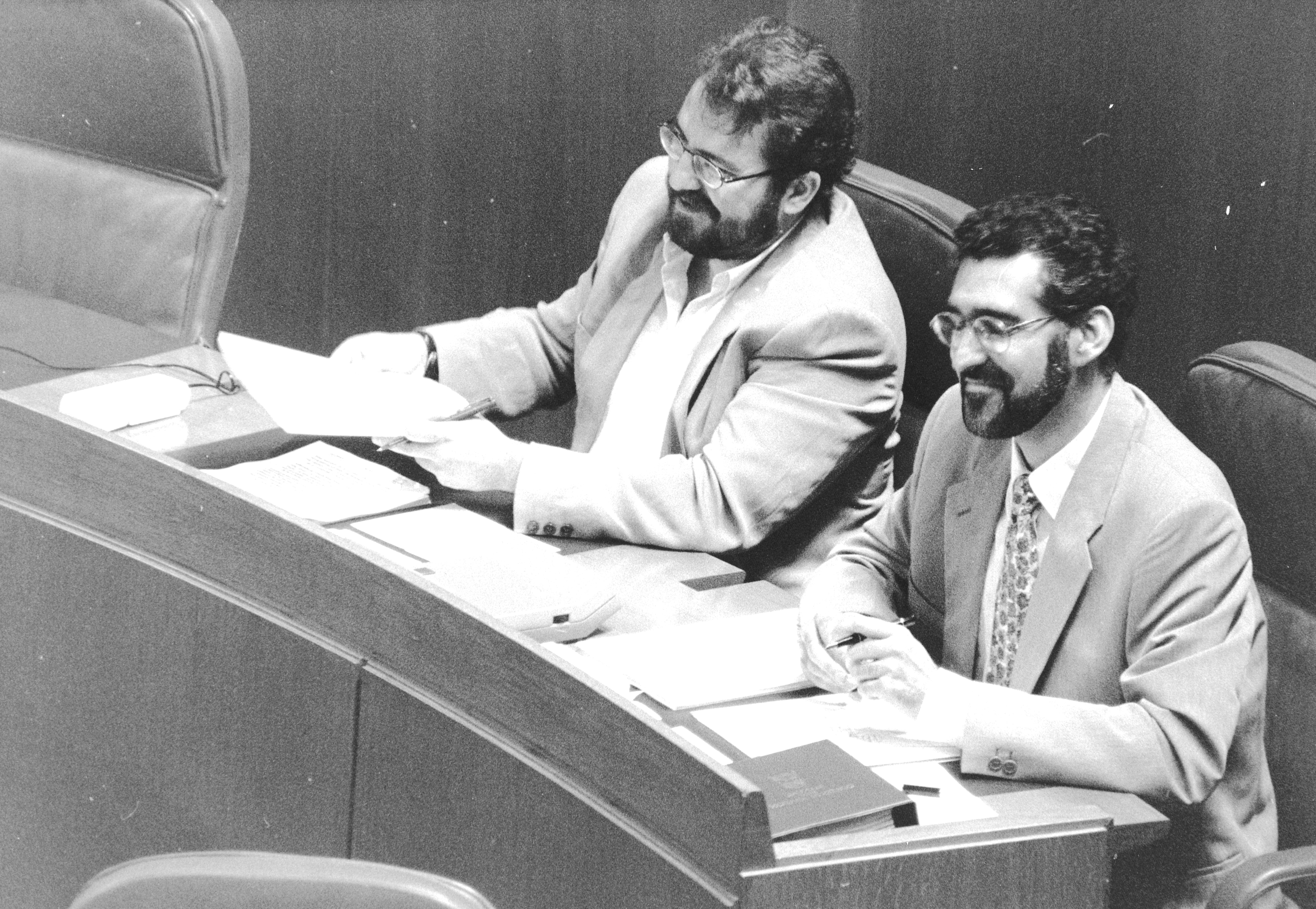
Chesús Bernal y Chesús Yuste, primeros diputados de CHA en las Cortes de Aragón

La gran novedad de ese periodo fue la incorporación del cantautor José Antonio Labordeta como candidato de CHA al Congreso de los Diputados con el lema Nos van a oír. El 3 de marzo de 1996, a pesar de experimentar un gran crecimiento (multiplicando por diez sus votos en la provincia de Zaragoza), CHA se quedó sin representación en el Congreso, al ser la cuarta fuerza política, con un 8 % de los votos. Previamente, el 28 de enero la II Conferencia Nacional del partido había aprobado el documento "Aragón y el Estado", donde se definía el modelo federal para la reforma del Estado por la que CHA apostaba.
Los días 16, 17 y 18 de enero de 1998 la V Asamblea Nacional, reunida en Huesca, bajo el lema trilingüe L'aragonesismo ta toz / Abriendo espacios / des de l'esquerra, eligió presidente por primera vez entre dos candidatos: resultó reelegido Bizén Fuster, con el respaldo del 76 % de los votos, frente a Miguel Ezquerra, que obtuvo el 11 %. Tras doce años al frente de la secretaría general, Chesús Bernal fue sustituido por Chesús Yuste. Se incorporaron al área de dirección Paco Pacheco y Yolanda Echeverría como vicesecretarios generales.
En diciembre de 1998 se creó la Fundación Gaspar Torrente para la Investigación y Desarrollo del Aragonesismo, que presidió en su primera etapa Eloy Fernández Clemente. El 29 de marzo de 1999 abrió su página web.

### Una opción de gobierno (1999-2004)

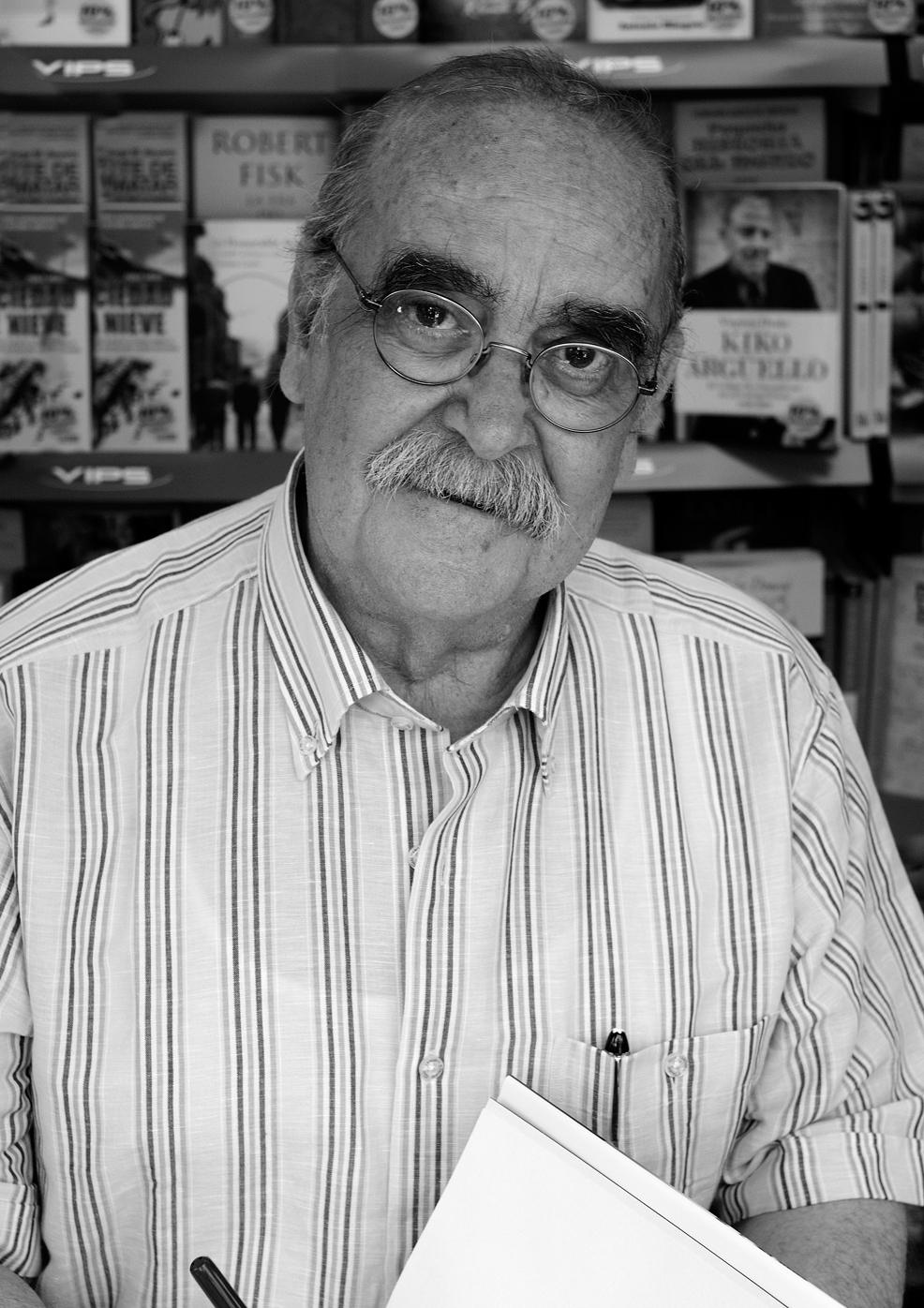
José Antonio Labordeta fue durante dos legislaturas diputado en el Congreso.

En los comicios autonómicos y municipales del 13 de junio de ese mismo año, tras una campaña en la que se usaron los lemas Gente como tú y Naturalmente hay otras soluciones, CHA se consolidó, formando un grupo parlamentario propio, con cinco diputados (se incorporaron a las Cortes Bizén Fuster, Yolanda Echeverría y José Antonio Labordeta), y experimentando un importante crecimiento en la presencia municipal (pasó de 3 alcaldías a 8 y duplicó el número de concejales), obteniendo por primera vez representación en las diputaciones provinciales de Zaragoza y Huesca, donde entró al gobierno, merced a un pacto tripartito con PSOE y PAR. Simultáneamente se celebraron elecciones al Parlamento Europeo, en las que CHA concurrió en la coalición Los Verdes-Las Izquierdas de los Pueblos (junto a Iniciativa per Catalunya-Verds y Los Verdes), la cual quedó a 3000 votos en el conjunto español para obtener representación.
El 12 de marzo de 2000 CHA consiguió entrar en el Congreso de los Diputados. Con el lema Con voz propia, Labordeta consiguió un escaño por Zaragoza y CHA se convirtió en la tercera fuerza política de Aragón. Durante su primera legislatura, Labordeta destacó por su oposición a las políticas del Gobierno de mayoría absoluta de José María Aznar (PP), siendo una de las voces más destacadas contra la guerra de Irak o el trasvase del Ebro incluido en el Plan Hidrológico Nacional (PHN).
En mayo de 2000, y junto a la Confederación de los Verdes, Iniciativa per Catalunya Verds, Los Verdes-Izquierda de Madrid, Izquierda Democrática Cántabra, Esquerda Galega y Esquerra Verda - Iniciativa pel País Valencià, participaron en la creación de un proceso de convergencia entre partidos verdes y de izquierda llamado Los Verdes-Izquierda Verde. Los discretos resultados electorales hicieron que sus miembros abandonaran el proyecto a los pocos años.
En otoño arrancó una nueva etapa de movilizaciones, esta vez contra el trasvase del Ebro y el Plan Hidrológico Nacional: a la manifestación del 8 de octubre de 2000 en la Plaza del Pilar de Zaragoza acudieron 400 000 personas. Luego siguieron convocatorias en otras ciudades coincidiendo con distintas cumbres internacionales, todas ellas con un gran seguimiento por parte de CHA: Barcelona (25 de febrero de 2001), Madrid (11 de marzo), la Marcha Azul (desde el Delta del Ebro hasta Bruselas, del 10 de agosto al 9 de septiembre), Bruselas (9 de septiembre), Barcelona (10 de marzo de 2002), Palma de Mallorca (25 de mayo), Marcha al Mediterráneo a pie desde Reinosa a Valencia (del 30 de octubre al 23 de noviembre), Valencia (24 de noviembre)...
En la VI Asamblea Nacional de CHA, celebrada en Teruel, del 19 al 21 de enero de 2001, bajo el lema Encarando el futuro. Plantando firmes enta l'esdebenidero. Encarant el futur, Bizén Fuster, esta vez como único candidato, fue reelegido para un tercer mandato en la presidencia, mientras José Antonio Acero se estrena en la secretaría general.
En las elecciones a Cortes de Aragón y municipales del 25 de mayo de 2003, con el lema Cambia Aragón con nosotr@s, CHA logró los mejores resultados de su historia (con 97 777 votos), convirtiéndose en la tercera fuerza política en ambos comicios, obteniendo 9 diputados en Cortes, 20 alcaldes, 199 concejales, 4 diputados provinciales y unos 50 consejeros comarcales. Sin embargo, ese éxito electoral no se tradujo en el acceso al Gobierno de Aragón, donde el PSOE decidió continuar gobernando en coalición con el PAR. Sí se produce, en cambio, un pacto PSOE-CHA para gobernar el ayuntamiento de Zaragoza, con el socialista Juan Alberto Belloch como alcalde.
El 29 de junio de 2003 la III Conferencia Nacional de CHA ratificó el acuerdo de gobernabilidad entre CHA y PSOE para diputaciones y ayuntamientos y rechazó la decisión del PSOE de pactar con el PAR en el Gobierno de Aragón y la Mesa de las Cortes, a pesar de que la izquierda sumaba mayoría absoluta.
A los pocos meses, Bizén Fuster revalidó la presidencia en la VII Asamblea Nacional de CHA celebrada en Zaragoza del 16 al 18 de enero de 2004, bajo el lema Haciendo País. Desde la izquierda un Aragonesismo para todos. Fuster obtuvo el 74 % de los votos de los delegados frente a Emilio Anadón que alcanzó el 20 %. Por su parte, José Antonio Acero repitió como secretario general, mientras se recuperaba la figura de la vicesecretaría general, que ocuparon Herrero y de Chesús Bernal.
Las elecciones generales del 14 de marzo de 2004 supusieron el sostenimiento electoral de CHA, que logró revalidar el escaño de José Antonio Labordeta. El diputado de CHA apoyó la investidura de José Luis Rodríguez Zapatero para que constituyera un gobierno progresista que derogara el trasvase del Ebro, aumentara las inversiones en Aragón, realizara un giro a la izquierda en políticas sociales y mejorara el autogobierno aragonés.
Poco después, el 13 de junio, se convocaron elecciones europeas, que superaron el récord de abstención. La coalición Europa de los Pueblos, en la que se integraban Esquerra Republicana de Catalunya, Eusko Alkartasuna y Chunta Aragonesista, entre otras fuerzas, obtuvo un eurodiputado.

### Problemas internos y retroceso electoral (2005-2008)
En otoño se desató una crisis derivada de las difíciles relaciones entre CHA y la organización juvenil Chobenalla Aragonesista, que se venían arrastrando desde hacía tiempo: el 15 de noviembre de 2004 el Consello Nazional de CHA acordó no reconocer desde entonces a Chobenalla como las juventudes del partido, ya que sus posicionamientos políticos contravenían los estatutos y directrices políticas de CHA. El 25 de junio de 2005 el Comité Nacional de CHA aprobó un nuevo modelo de juventudes del partido (integradas en la estructura interna del partido, conformadas por todos los afiliados del partido menores de 30 años...), que tomaría el nombre de Choventut-Jóvenes de CHA.
Con el objetivo de contribuir a interrelacionar el aragonesismo de izquierda con la sociedad aragonesa, se presentó el 28 de enero de 2005 la Fundación Aragonesista 29 de Junio, vinculada a CHA, que entregaría anualmente los Premios Aragón y va a convocar diversas actividades culturales, sociales, formativas, etc.
En 2006, mientras CHA celebraba una campaña para exigir la devolución de todo el patrimonio cultural aragonés fuera de la comunidad autónoma, con el lema Por dignidad, devolución ¡ya!, intentaba abrir un debate social sobre la reforma del estatuto de autonomía de Aragón que se tramitaba lentamente en las Cortes de Aragón.
Los meses previos a la campaña electoral se centraron en la tramitación del nuevo estatuto, que, a juicio de CHA, no colmaba sus aspiraciones de autogobierno ni equiparaba a Aragón con otras comunidades autónomas. En este sentido, las enmiendas de CHA (inversiones del Estado proporcionales a la superficie, informe vinculante del gobierno autonómico para poder impedir cualquier trasvase del Ebro, reconocimiento explícito de la realidad trilingüe de Aragón, trece competencias recogidas en otros estatutos...) fueron rechazadas en las Cortes de Aragón por PSOE, PP, PAR e IU. A pesar de ello, para favorecer una posible negociación en la siguiente fase en Madrid, el 21 de junio de 2006 CHA se abstuvo en la votación final en las Cortes de Aragón, pero anunciando un voto negativo en el Congreso de los Diputados si no se producía un cambio de actitud. Dado que, durante su tramitación en las Cortes Generales, no solo no se aprobó ninguna propuesta de CHA, sino que, a su juicio, se introdujeron nuevos recortes, José Antonio Labordeta terminó representando el único voto contrario a la reforma estatutaria en la votación definitiva en el pleno del Congreso del 15 de marzo de 2007.
En ese contexto, marcado por la soledad en el debate estatutario y por la experiencia de gobierno por primera vez en el ayuntamiento de Zaragoza, se celebraron las elecciones a Cortes de Aragón y municipales, a las que se concurre con el lema Motor de cambio. Las elecciones supusieron un fuerte retroceso electoral para CHA, que perdía un 44 % del respaldo electoral y 5 escaños en las Cortes (se quedaba con 4 diputados). En las municipales, con la excepción de la ciudad de Zaragoza (donde se perdieron la mitad de los votos), CHA mejoraba en términos generales, logrando 23 alcaldes, 228 concejales, 3 diputados provinciales (uno en cada institución, entrando por vez primera en la Diputación Provincial de Teruel) y 51 consejeros comarcales.
Tras los malos resultados electorales, el Comité Nacional de CHA del 9 de junio en Cuarte de Huerva, a propuesta del presidente Bizén Fuster, aprobó por práctica unanimidad (sin votos en contra) "iniciar el proceso congresual de la VIII Asambleya Nazional, que desembocará en la necesaria renovación de la Dirección, propuestas y estrategias del proyecto de Chunta Aragonesista (CHA)". También convocaba la IV Conferencia Nacional, que, el 24 de junio, debatió sobre la política de pactos poselectorales y adoptó diversos acuerdos, como el de rechazar, por unanimidad, un gobierno tripartito con PSOE y PAR en el ayuntamiento de Zaragoza, donde existía una mayoría absoluta de izquierdas, al igual que en las Cortes de Aragón. No obstante, el PSOE decidió pactar con el PAR en ambas instituciones.
Marcado por el retroceso electoral de mayo, el proceso congresual de CHA culminó los días 12 y 13 de enero de 2008 en Huesca, con la celebración de la VIII Asambleya Nazional, bajo el lema Renovación Compromiso País. Se abría así una nueva etapa, con Ibeas como presidenta y Juan Martín como secretario general. Se incorporaron a la dirección como vicesecretarios generales José Luis Soro, Marisa Fanlo y Gregorio Briz.
Con el lema "Aragón con más fuerza. Tú decides", en las elecciones generales de marzo de 2008 la Chunta Aragonesista presentó a Bizén Fuster como cabeza de lista por Zaragoza, con José Antonio Labordeta de forma testimonial como número dos. Los resultados no fueron satisfactorios para CHA, que perdió más de cincuenta mil votos y su representación parlamentaria. CHA obtuvo 38 202 votos (4,98 %) en el conjunto de Aragón. Sus 32 281 votos (5,89 %) en Zaragoza no fueron suficientes para conservar el escaño que tenían, que pasó al PSOE.

### La nueva Chunta Aragonesista (2009-2014)

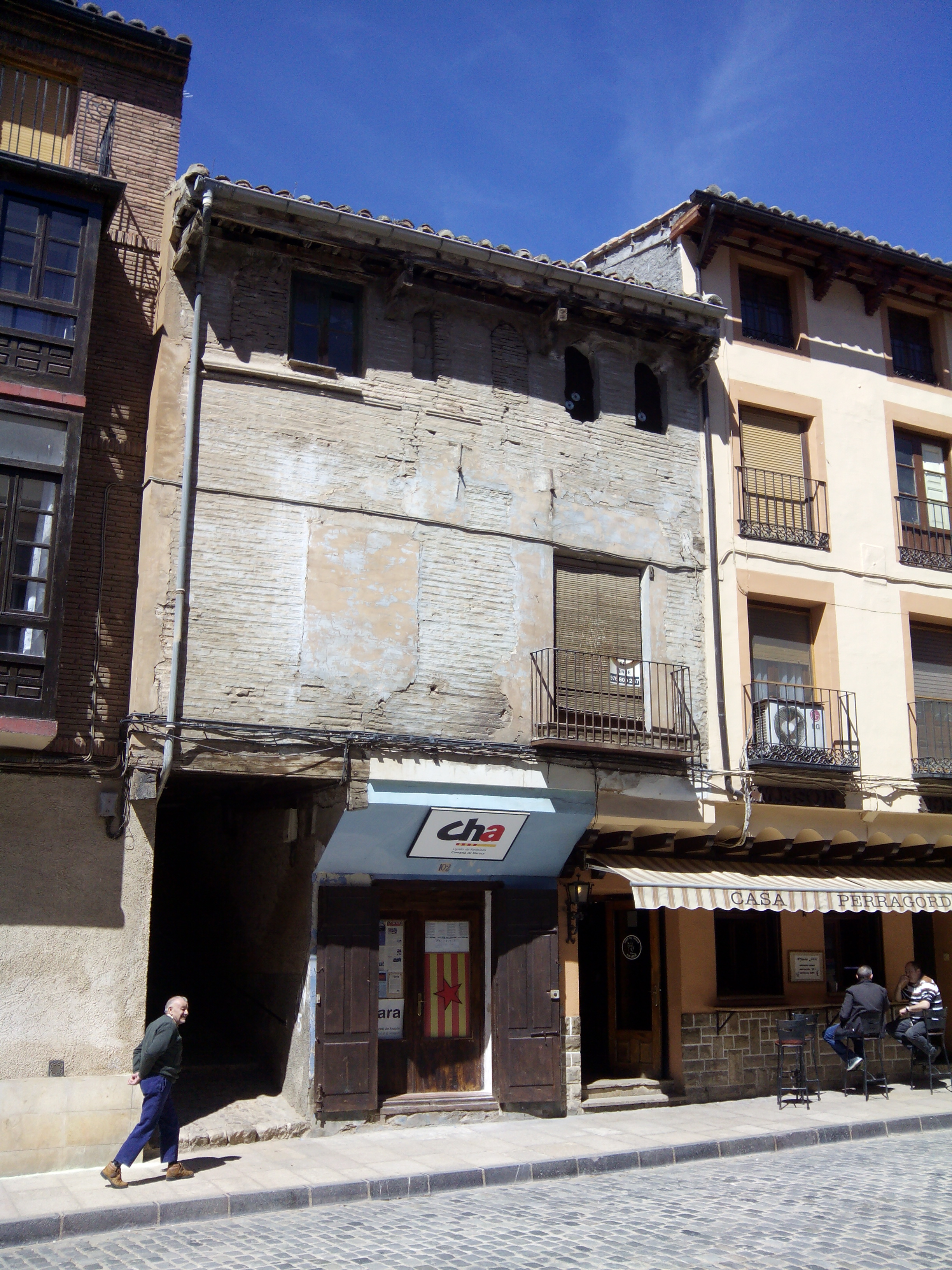
Sede Cha en Daroca.

El 7 de febrero de 2009 se aprobó el cambio de logotipo del partido. Se produjo un relevo generacional iniciado con la llegada a la presidencia de Nieves Ibeas. La nueva imagen es difundida en los actos del 23 de abril de 2009. Cinco días antes, el Comité Nazional de CHA había reconocido a la asociación juvenil Chobentú Aragonesista como las juventudes del partido.
La siguiente cita electoral fueron las comicios europeos del 7 de junio de 2009, que supusieron la renovación del escaño para la coalición Europa de los Pueblos-Verdes, de la que CHA formaba parte.
Los resultados electorales obtenidos en las elecciones autonómicas y municipales del 22 de mayo de 2011 fueron similares a los de las elecciones de 2007, manteniendo el mismo número de escaños en las Cortes.
En las elecciones generales de 2011 se presentó en coalición con Izquierda Unida (España), bajo la denominación Chunta Aragonesista - Izquierda Unida, La Izquierda de Aragón: La Izquierda Plural (CHA-IU). Ambas formaciones acordaron que el número uno por Zaragoza sería designado por la Chunta. Chesús Yuste obtuvo acta de diputado y se integró en el grupo parlamentario de Izquierda Unida, Iniciativa per Catalunya Verds y Chunta Aragonesista. El acta de diputado fue rotatoria, por lo que Chesús Yuste renunción al escaño en 2014 para céderselo a Álvaro Sanz, de Izquierda Unida.
Los días 10, 11 y 12 de febrero de 2012 se celebró la IX Asamblea Nacional con el lema "¡Entabán!", resultando elegido presidente José Luis Soro repitiendo como secretario general Juan Martín. El resto de personas que conforman la dirección nacional son Chuaquín Bernall, Juan Campos, Ángela Labordeta y Joaquín Palacín Eltoro.
En las elecciones al Parlamento Europeo de 2014 se presentó con Primavera Europea, una coalición política española en la que le acompañan Compromís, Equo, Por Un Mundo Más Justo (PUM+J), Democracia Participativa (Participa), Partido Castellano (PCAS), Socialistas Independientes de Extremadura (SIEX) y Coalición Caballas. La coalición obtuvo un total de 302 266 votos (el 1,92 % del total), consiguiendo un escaño para Jordi Sebastià (Compromís), quien posteriormente cedió el escaño a Florent Marcellesi (Equo).

### Entrada en el Gobierno de Aragón (2015-2023)
En las elecciones autonómicas de mayo de 2015, CHA obtuvo 2 diputados en las Cortes de Aragón. José Luis Soro renunció al acta recién obtenida para entrar a formar parte del Gobierno de coalición PSOE-CHA, presidido por el socialista Javier Lambán. El 6 de julio de 2015, Soro tomó posesión de su cargo en el Pignatelli como consejero de Vertebración del Territorio, Movilidad y Vivienda de la Diputación General de Aragón. De esta forma, CHA entró en un ejecutivo autonómico aragonés por primera en sus 29 años de vida como partido político.
En diciembre de 2015, CHA se presentó a las elecciones generales en la coalición Unidad Popular junto a Izquierda Unida, perdiendo el acta de diputado conseguida en 2011. Sin embargo, debido a la imposibilidad de que un candidato contara con los apoyos necesarios para ser investido, el rey convocó nuevas elecciones para junio de 2016, en las que IU concurrió con Podemos y CHA decidió no presentarse.
En enero de 2016, CHA celebra su X Asamblea, en la que fue reelegido José Luis Soro en la Presidencia, y Carmen Martínez Romances fue elegida Secretaria General.
En junio de 2018 se aprueba la moción de censura contra Mariano Rajoy, y Pedro Sánchez accede a la Presidencia del Gobierno. Pero el rechazo del Congreso de los Diputados a los Presupuestos Generales del Estado fuerza la convocatoria de elecciones anticipadas para abril de 2019, en las que CHA decide de nuevo no participar, “para no contribuir a dividir el voto de la izquierda”, según anunció José Luis Soro.
Las Elecciones Autonómicas de 2019 suponen un cambio en la tendencia negativa de CHA iniciada en 2007, recuperando más de 10 000 votos desde las Autonómicas de 2015 y pasando a 3 diputados. Este resultado permite a CHA reeditar su presencia en el Gobierno de Aragón junto a PSOE, Podemos y PAR, y José Luis Soro vuelve a ser nombrado consejero de Vertebración del Territorio, Movilidad y Vivienda.
En las Elecciones al Parlamento Europeo de 2019 se presenta dentro de la candidatura Compromiso por Europa en coalición con Compromís, En Marea, Nueva Canarias, Més per Mallorca, Coalición Caballas, Partido Castellano, Coalición por Melilla, Iniciativa del Pueblo Andaluz, Izquierda Andalucista, Verdes de Europa, que finalmente no obtiene representación.
En octubre de 2019 llega a un acuerdo con la formación Más País para las elecciones generales de noviembre de 2019. La coalición presenta listas por las provincia zaragozana, mientras que CHA se presenta en solitario por Huesca y decide no presentar lista en Teruel a petición de la propia militancia. En esta convocatoria no se logra obtener los votos necesarios para contar con representación en el Congreso de los Diputados.
En febrero de 2020, CHA celebra su XI Asamblea en la ciudad de Huesca, en la que fue elegido Joaquín Palacín como nuevo Presidente de CHA, e Isabel Lasobras fue elegida Secretaria General.

### Oposición y pacto con Sumar (desde 2023)
En las Elecciones a las Cortes de Aragón de 2023, el Partido Popular y Vox logran alcanzar la mayoría absoluta, por lo que CHA abandona el gobierno y pasa a la oposición. La Chunta mantiene sus tres escaños, pero desciende en votos un 1'2%, pasando así de un 6'3 a un 5'1%. En la investidura de Jorge Azcón, CHA votará en contra junto a PSOE, Aragón Existe, Podemos e IU, mientras que Azcón obtiene los avales de PP, Vox y PAR.
Ante la convocatoria de elecciones generales para el 23 de julio de 2023, el "Comité Nazional" de CHA aprueba por unanimidad concurrir con la coalición Sumar a los comicios junto a otras formaciones de ámbito autonómico como Compromís, Més per Mallorca, Més per Menorca o Drago.  Gracias a haber acordado con Sumar que el primer puesto en la lista de la provincia de Zaragoza sería para la Chunta, CHA logra obtener por tercera vez un diputado (Jorge Pueyo) en el Congreso de los Diputados
En febrero del 2024, ante el resultado de las elecciones gallegas de 2024, CHA solicita al partido Sumar que no concurra en elecciones donde se presente un partido de la coalición. Sumar anuncia en marzo que se mantendrá un cupo de un 30% en su dirección estatal a los demás partidos de la coalición.
También en marzo del 2024 CHA celebra su XII "Asambleya Nazional" con el lema "40 años haciendo Aragón", donde se presenta una única candidatura con Joaquín Palacín a la cabeza, elegida con el 91% de los votos delegados.
En el contexto de los casos de corrupción que asolaron al PSOE en relación con José Luis Ábalos, Koldo García y Santos Cerdán, entre otros, además de debido una "crisis" política con el PSOE, el Consello Nazional de CHA se reunió el 23 de junio de 2025 para anunciar que condicionarían seguir dentro de Sumar a que el PSOE acatase las medidas contra la corrupción anunciadas por este último.

## Resultados electorales

### Elecciones al Congreso de los Diputados
| Fecha     | Votos provincia Huesca                                                                                            | % | Dipu- tados | Votos provincia Teruel                                                                                            | % | Dipu- tados | Votos provincia Zaragoza                                                                                          | % | Dipu- tados | Votos total Aragón                                                                                                | % | Dipu- tados |
| --------- | --- | --- | --- | --- | --- | --- | --- | --- | --- | --- | --- | --- |
| 1989      | 875 | 0,75 | - | 203 | 0,24 | - | 2.078 | 0,45 | - | 3.156 | 0,48 (#9) | - |
| 1993      | 1.229 | 0,92 | - | 465 | 0,92 | - | 4.650 | 0,87 | - | 6.344 | 0,83 (#6) | - |
| 1996      | 4.571 | 3,37 | - | 1.691 | 1,84 | - | 43.477 | 7,95 | - | 49.739 | 6,42 (#4) | - |
| 2000      | 6.926 | 5,52 | - | 2.831 | 3,36 | - | 65.599 | 12,78 | 1 | 75.356 | 10,42 (#3) | 1/13 |
| 2004      | 8.629 | 6,41 | - | 4.463 | 5,07 | - | 81.160 | 14,54 | 1 | 94.252 | 12,07 (#3) | 1/13 |
| 2008      | 3862 | 2,96 | - | 2008 | 2,35 | - | 32.125 | 5,91 | - | 37.995 | 4,99 (#4) | - |
| 2011      | Presentó candidaturas en listas conjuntas con Izquierda Unida de Aragón, obteniendo un diputado y ningún senador. | Presentó candidaturas en listas conjuntas con Izquierda Unida de Aragón, obteniendo un diputado y ningún senador. | Presentó candidaturas en listas conjuntas con Izquierda Unida de Aragón, obteniendo un diputado y ningún senador. | Presentó candidaturas en listas conjuntas con Izquierda Unida de Aragón, obteniendo un diputado y ningún senador. | Presentó candidaturas en listas conjuntas con Izquierda Unida de Aragón, obteniendo un diputado y ningún senador. | Presentó candidaturas en listas conjuntas con Izquierda Unida de Aragón, obteniendo un diputado y ningún senador. | Presentó candidaturas en listas conjuntas con Izquierda Unida de Aragón, obteniendo un diputado y ningún senador. | Presentó candidaturas en listas conjuntas con Izquierda Unida de Aragón, obteniendo un diputado y ningún senador. | Presentó candidaturas en listas conjuntas con Izquierda Unida de Aragón, obteniendo un diputado y ningún senador. | Presentó candidaturas en listas conjuntas con Izquierda Unida de Aragón, obteniendo un diputado y ningún senador. | Presentó candidaturas en listas conjuntas con Izquierda Unida de Aragón, obteniendo un diputado y ningún senador. | Presentó candidaturas en listas conjuntas con Izquierda Unida de Aragón, obteniendo un diputado y ningún senador. |
| 2015      | Presentó candidaturas en listas conjuntas con Unidad Popular en Común, no obteniendo ningún diputado ni senador.  | Presentó candidaturas en listas conjuntas con Unidad Popular en Común, no obteniendo ningún diputado ni senador.  | Presentó candidaturas en listas conjuntas con Unidad Popular en Común, no obteniendo ningún diputado ni senador.  | Presentó candidaturas en listas conjuntas con Unidad Popular en Común, no obteniendo ningún diputado ni senador.  | Presentó candidaturas en listas conjuntas con Unidad Popular en Común, no obteniendo ningún diputado ni senador.  | Presentó candidaturas en listas conjuntas con Unidad Popular en Común, no obteniendo ningún diputado ni senador.  | Presentó candidaturas en listas conjuntas con Unidad Popular en Común, no obteniendo ningún diputado ni senador.  | Presentó candidaturas en listas conjuntas con Unidad Popular en Común, no obteniendo ningún diputado ni senador.  | Presentó candidaturas en listas conjuntas con Unidad Popular en Común, no obteniendo ningún diputado ni senador.  | Presentó candidaturas en listas conjuntas con Unidad Popular en Común, no obteniendo ningún diputado ni senador.  | Presentó candidaturas en listas conjuntas con Unidad Popular en Común, no obteniendo ningún diputado ni senador.  | Presentó candidaturas en listas conjuntas con Unidad Popular en Común, no obteniendo ningún diputado ni senador.  |
| 2016      | No se presentó a estas elecciones.                                                                                | No se presentó a estas elecciones.                                                                                | No se presentó a estas elecciones.                                                                                | No se presentó a estas elecciones.                                                                                | No se presentó a estas elecciones.                                                                                | No se presentó a estas elecciones.                                                                                | No se presentó a estas elecciones.                                                                                | No se presentó a estas elecciones.                                                                                | No se presentó a estas elecciones.                                                                                | No se presentó a estas elecciones.                                                                                | No se presentó a estas elecciones.                                                                                | No se presentó a estas elecciones.                                                                                |
| 2019 (I)  | No se presentó a estas elecciones.                                                                                | No se presentó a estas elecciones.                                                                                | No se presentó a estas elecciones.                                                                                | No se presentó a estas elecciones.                                                                                | No se presentó a estas elecciones.                                                                                | No se presentó a estas elecciones.                                                                                | No se presentó a estas elecciones.                                                                                | No se presentó a estas elecciones.                                                                                | No se presentó a estas elecciones.                                                                                | No se presentó a estas elecciones.                                                                                | No se presentó a estas elecciones.                                                                                | No se presentó a estas elecciones.                                                                                |
| 2019 (II) | 2.000 | 1,76 | - | No se presentó en Teruel y Zaragoza.                                                                              | No se presentó en Teruel y Zaragoza.                                                                              | No se presentó en Teruel y Zaragoza.                                                                              | No se presentó en Teruel y Zaragoza.                                                                              | No se presentó en Teruel y Zaragoza.                                                                              | No se presentó en Teruel y Zaragoza.                                                                              | 2.000 | 0,29 (#10) | - |
| 2023      | Presentó candidaturas en listas conjuntas con Sumar, obteniendo un diputado y ningún senador.                     | Presentó candidaturas en listas conjuntas con Sumar, obteniendo un diputado y ningún senador.                     | Presentó candidaturas en listas conjuntas con Sumar, obteniendo un diputado y ningún senador.                     | Presentó candidaturas en listas conjuntas con Sumar, obteniendo un diputado y ningún senador.                     | Presentó candidaturas en listas conjuntas con Sumar, obteniendo un diputado y ningún senador.                     | Presentó candidaturas en listas conjuntas con Sumar, obteniendo un diputado y ningún senador.                     | Presentó candidaturas en listas conjuntas con Sumar, obteniendo un diputado y ningún senador.                     | Presentó candidaturas en listas conjuntas con Sumar, obteniendo un diputado y ningún senador.                     | Presentó candidaturas en listas conjuntas con Sumar, obteniendo un diputado y ningún senador.                     | Presentó candidaturas en listas conjuntas con Sumar, obteniendo un diputado y ningún senador.                     | Presentó candidaturas en listas conjuntas con Sumar, obteniendo un diputado y ningún senador.                     | Presentó candidaturas en listas conjuntas con Sumar, obteniendo un diputado y ningún senador.                     |

### Elecciones a Cortes de Aragón
| Fecha | Votos provincia Huesca | %    | Dipu- tados | Votos provincia Teruel | %    | Dipu- tados | Votos provincia Zaragoza | %     | Dipu- tados | Votos total Aragón | %     | Dipu- tados | +/-         | Candi- dato    | Posición                                      |
| ----- | ---------------------- | ---- | ----------- | ---------------------- | ---- | ----------- | ------------------------ | ----- | ----------- | ------------------ | ----- | ----------- | ----------- | -------------- | --------------------------------------------- |
| 1987  | 2.045                  | 1,76 | -           | 411                    | 0,48 | -           | 3.701                    | 0,85  | -           | 6.157 (#8)         | 0,96  | 0/67        |             |                | Extraparlamentario                            |
| 1991  | 3.501                  | 3,03 | -           | 1.372                  | 1,65 | -           | 9135                     | 2,21  | -           | 14.116 (#8)        | 2,33  | 0/67        |             |                | Extraparlamentario                            |
| 1995  | 5.136                  | 4,10 | -           | 1.827                  | 2,11 | -           | 27.080                   | 5,55  | 2           | 34.043 (#5)        | 4,86  | 2/67        | 2           | Chesús Bernal  | Oposición                                     |
| 1999  | 10.723                 | 9,04 | 1           | 3.582                  | 4,34 | -           | 57.824                   | 12,88 | 4           | 72.129 (#4)        | 11,09 | 5/67        | 3           | Chesús Bernal  | Oposición                                     |
| 2003  | 12.550                 | 9,95 | 2           | 6.529                  | 7,59 | 1           | 78.698                   | 15,72 | 6           | 97.777 (#3)        | 13,72 | 9/67        | 4           | Chesús Bernal  | Oposición                                     |
| 2007  | 9.080                  | 7,50 | 1           | 4.909                  | 5,90 | -           | 40.494                   | 8,75  | 3           | 54.483 (#4)        | 8,17  | 4/67        | 5           | Chesús Bernal  | Oposición                                     |
| 2011  | 7.441                  | 6,21 | 1           | 4.053                  | 5,06 | -           | 44.381                   | 9,28  | 3           | 55.875 (#4)        | 8,24  | 4/67        | Sin cambios | Nieves Ibeas   | Oposición                                     |
| 2015  | 3.579                  | 3,11 | -           | 2.575                  | 3,43 | -           | 24.470                   | 5,12  | 2           | 30.624 (#6)        | 4,59  | 2/67        | 2           | José Luis Soro | Gobierno de coalición con PSOE                |
| 2019  | 5.073                  | 4,49 | 1           | 3.296                  | 4,65 | -           | 33.091                   | 6,92  | 2           | 41.460 (#5)        | 6,26  | 3/67        | 1           | José Luis Soro | Gobierno de coalición con PSOE, Podemos y PAR |
| 2023  | 6.119                  | 5,45 | 1           | 1.474                  | 1,97 | -           | 26.580                   | 5,45  | 2           | 34.163 (#4)        | 5,10  | 3/67        | Sin cambios | José Luis Soro | Oposición                                     |

### Elecciones municipales
| Fecha | Votos provincia Huesca | %    | Conce- jales | Votos provincia Teruel | %    | Conce- jales | Votos provincia Zaragoza | %     | Conce- jales | Votos total Aragón | %     | Conce- jales |
| ----- | ---------------------- | ---- | ------------ | ---------------------- | ---- | ------------ | ------------------------ | ----- | ------------ | ------------------ | ----- | ------------ |
| 1987  | 709                    | 0,62 | -            | 107                    | 0,13 | -            | 2356                     | 0,53  | 2            | 3172               | 0,50  | 2            |
| 1991  | 2525                   | 2,18 | 8            | 776                    | 0,94 | 1            | 6895                     | 1,67  | 7            | 10 196             | 1,66  | 16           |
| 1995  | 4701                   | 3,74 | 22           | 1065                   | 1,23 | 2            | 21 882                   | 4,47  | 15           | 27 648             | 3,94  | 39           |
| 1999  | 8890                   | 7,41 | 49           | 2034                   | 2,44 | 7            | 43 690                   | 9,67  | 24           | 54 614             | 8,34  | 80           |
| 2003  | 11 267                 | 8,87 | 89           | 4222                   | 4,87 | 25           | 73 450                   | 14,68 | 82           | 88 939             | 12,46 | 196          |
| 2007  | 10 092                 | 8,24 | 84           | 4755                   | 5,64 | 34           | 43 622                   | 9,35  | 110          | 58 469             | 8,69  | 228          |
| 2011  | 7254                   | 5,98 | 57           | 3896                   | 4,79 | 25           | 41 993                   | 8,72  | 102          | 53 143             | 7,77  | 184          |
| 2015  | 4906                   | 4,26 | 32           | 4010                   | 5,32 | 32           | 33 203                   | 6,93  | 99           | 42 119             | 6,29  | 163          |
| 2019  | 4220                   | 3,70 | 30           | 2641                   | 3,53 | 29           | 24 232                   | 5,01  | 89           | 31 093             | 4,60  | 147          |
| 2023  | 4696                   | 4,15 | 33           | 1573                   | 2,11 | 13           | 23 817                   | 4,91  | 85           | 30 086             | 4,47  | 131          |

### Elecciones al Parlamento Europeo
| Fecha | Candidatura                                | Votos provincia Huesca | %            | Votos provincia Teruel | %            | Votos provincia Zaragoza | %            | Votos total Aragón | %            |
| ----- | ------------------------------------------ | ---------------------- | ------------ | ---------------------- | ------------ | ------------------------ | ------------ | ------------------ | ------------ |
| 1987  | Izquierda de los Pueblos                   | 930                    | 0,8          | 254                    | 0,3          | 2771                     | 0,63         | 3955               | 0,62         |
| 1989  | Izquierda de los Pueblos                   | 1645                   | 1,88         | 456                    | 0,71         | 6462                     | 1,84         | 8563               | 1,70         |
| 1994  | No concurrió                               | No concurrió           | No concurrió | No concurrió           | No concurrió | No concurrió             | No concurrió | No concurrió       | No concurrió |
| 1999  | Los Verdes - Las Izquierdas de los Pueblos | 6207                   | 5,22         | 2139                   | 2,59         | 36 148                   | 8,07         | 44 494             | 6,85         |
| 2004  | Europa de los Pueblos                      | 4100                   | 4,79         | 2271                   | 3,84         | 23 149                   | 6,87         | 29 520             | 6,13         |
| 2009  | Europa de los Pueblos - Verdes             | 2037                   | 2,52         | 844                    | 1,56         | 10 073                   | 3,30         | 13 259             | 2.84         |
| 2014  | Primavera Europea (2014)                   | 3107                   | 4,09         | 1574                   | 3,29         | 15 944                   | 4,75         | 20 625             | 4,49         |
| 2019  | Compromiso por Europa                      | 1834                   | 1,65         | 1312                   | 1,81         | 10 088                   | 2,11         | 13 234             | 2,00         |

## Actualmente (Composición interna de Sumar)
- El Acuerdo del Turia[27] sumaba en febrero de 2023 los siguientes partidos: 
  - Sumar
  - Más País,
  - Compromís
  - Movimiento por la Dignidad y la Ciudadanía Ceuta
  - MÉS per Illes Balears (MÉS per Menorca, MÉS per Mallorca, Ahora Ibiza y Ahora Formentera)
  - Chunta Aragonesista
  - Verdes Equo,
  - Coalición por Melilla (CpM) (expulsado en mayo de 2023)
  - Proyecto Drago.

Todos los partidos del Acuerdo del Turia, a los que se les sumó Podemos, se presentaron integrados en Sumar a Elecciones generales de España de 2023, aunque este último se escindiría pocos meses después por motivos ideológicos y personales.
A raíz de la negativa de Sumar a solicitar la comparecencia de Pedro Sánchez en la comisión de investigación sobre el impacto de la dana, y acrecentado por los casos de corrupción que azotaban al PSOE, el 23 de junio de 2025 dos de los partidos dentro de la coalición Compromís (Més-Compromís y Verds-Equo) decidieron abandonar la coalición, quedando Iniciativa del Poble Valencià como único miembro dentro de Sumar.